# Хальшлаг
Хальшлаг (нем. Hallschlag) — община в Германии, в земле Рейнланд-Пфальц. 
Входит в состав района Вульканайфель. Подчиняется управлению Обере Килль.  Население составляет 518 человек (на 31 декабря 2010 года). Занимает площадь 12,74 км².